# طحين القمح
طحين القمح أو دقيق القمح هو مسحوق مصنوع من طحن القمح المستخدم للاستهلاك البشري. ويتم إنتاج دقيق القمح أكثر من أي طحين آخر. إذا كان محتوى الغلوتين في القمح منخفض يصبح «لينا» أو «هشا»، وإذا كان محتوى الغلوتين عالي يصبح «صلبا». فالدقيق الصلب، أو دقيق الخبز، يحتوي على غلوتين عالي ما يعادل من 12% إلى 14%، وتكون عجينته صلبة مرنة لها قوام جيد عند الخبز. أما الدقيق اللين فهو منخفض الغلوتين نسبيا، وبالتالي يصبح الرغيف المخبوز أدق، متفتت الملمس. وينقسم الطحين اللين بالعادة إلى طحين الكعك وهو أقل كمية من الغلوتين، وطحين المعجنات، التي لديها كمية من الغلوتين أكثر بقليل من دقيق الكعك.

## اقرأ أيضاً
- كيناكو